# François-Marie Andrieux
François-Marie Andrieux (né le 11 décembre 1777 à Morlaix, où il est mort le 30 août 1832) était un négociant et papetier français.

## Biographie
D'origine modeste, François-Marie Andrieux va devenir un important négociant de Morlaix et investir dans la fabrication du papier. Pour l'usine de Glaslan en Pleyber-Christ, il fait l'acquisition d'une machine à papier anglaise en 1830 et augmente considérablement sa production. Les chiffonniers collectent vieux chiffons et vieux fers pour l'activité de fonderie.
En 1814, il est juge au tribunal de commerce de Morlaix.
Il est ami du riche négociant nantais Thomas I Dobrée et est fournisseur de papier pour l'école d'enseignement mutuel créée à Nantes par ce dernier. Quelques années plus tard, F.M. Andrieux, associé à d'autres négociants bretons, fonde également une école de ce type à Landerneau.
Il s'intéresse aussi à l'agriculture et à l'amélioration du matériel agricole, aux conditions de la navigation.
Il épouse en premières noces Catherine Riou, petite-fille d'orfèvre et, en secondes noces, Marine Le Bras, fille de négociant.  
À son décès lors de l'épidémie de choléra en 1832, son fils Aristide (1809-1886) prend la direction de l'usine, puis la modernise.
Parallèlement ledit Aristide, « citoyen dévoué », s'investit dans la Chambre de commerce et d'industrie de Morlaix, dont il devient président en 1875.

### Sources
- Les noms qui ont fait l'histoire de Bretagne, Coop Breizh et Institut culturel de Bretagne, 1997 (erreur sur l'activité hôtelière)